# 20-е годы до н. э.
20-е (двадца́тые) го́ды до на́шей э́ры по юлианскому календарю — промежуток времени с 1 января 29 года до н. э. по 31 декабря 20 года до н. э., включающий с 29 по 21 годы 8-го десятилетия  и 20 год 9-го десятилетия I века 1-го тысячелетия до н. э. Им предшествовали 30-е годы до н. э., за ними следовали 10-е годы до н. э. Они закончились 2045 лет назад.

## События

### 29 год до н. э.
- 29 — Консулы Имп. Цезарь (5-й раз) и Секст Апулей. Консул-суффект (вместо Апулея) Потит Валерий Мессала.
- Октавиан вернулся в Рим и получил от Сената титул Императора («Август»).
- 29 — Октавиан в Риме, празднует грандиозный тройной триумф (Иллирия, Акций, Египет). Присоединение Мёзии к Риму. Август основал Колонию Юлия Карфагенскую.
- 29 — Нашествие тамилов из государства Пандья на Цейлон.
- Вергилий приступает к работе над героическим эпосом «Энеида».
- В Риме освещается храм «Божественного Юлия»

### 28 год до н. э.
- Консульство Октавиана (5) и Агриппы (2). Они же назначены цензорами.
- Чистка Сената. Сокращение численности сенаторов до 600 человек.
- Магадха (где правила династия Шунга) завоёвана андхрами.
- Первая запись о наблюдении китайскими астрономами солнечных пятен.

### 27 год до н. э.
- 27 год до н. э. — начало Римского мира.
- 13 января — Октавиан складывает с себя чрезвычайные полномочия в Сенате.
- 16 января — Октавиану присваивают титул Август.
- Консульство Августа (6) и Агриппы (3).
- Учреждение преторианской гвардии: 9 когорт по 500 человек.
- Окончательное подчинение Августом племён Северо-Западной Испании, Астурии и Кантабрии.

### 26 год до н. э.
- 26 — Консулы император Цезарь Август (7-й раз) и Тит Статилий Тавр.
- 26 — Война Августа с кантабрийцами. Тиберий — войсковой трибун в этом походе.
- 26 — Провал попытки римлян захватить Аравию Феликс (Йемен).

### 25 год до н. э.
- 25 — Консулы император Цезарь Август (8-й раз) и Марк Юний Силан.
- 25 — Брак Марка Клавдия Марцелла, сына Октавии, сестры Августа, и Юлии, дочери Августа.
- 25 — Присоединение Западной Мавритании к Риму. Убийство Аминты, царя Галатии. Присоединение Галатии, Ликаонии и Писидии к Риму. Август дарует Херсонесу «свободу» от Боспорского царства.
- Около 25—23 — Наместник Сирии А.Теренций Варрон (консул 23 г.).
- Поход римских войск во главе с Эллием Галлом в Южную Аравию.

### 24 год до н. э.
- 24 — Консулы император Цезарь Август (9-й раз) и Гай Норбан Флакк.
- Около 24 — Основание Августом Августы Претория (Аоста, Сев.-Зап. Италия).
- 24 год до н. э. — основана Сарагоса.

### 23 год до н. э.
- 23 — Консулы император Цезарь Август (10-й раз) и Авл Теренций Варрон Мурена. Консулы-суффекты Луций Сестий Квиринал Альбиниан и Гней Кальпурний Пизон. Квестор — Тиберий.
- 23 — Тиберий в нескольких процессах защищает царя Архелая, жителей Тралл и жителей Фессалии. Болезнь Августа. Мурена организует заговор против Августа. Заговор разоблачён. Тиберий привлёк к суду Фанния Цепиона и Мурену и добился их осуждения за «оскорбление величия». 1.7 — Август отказывается от консульства. Он остался проконсулом своих провинций, но отказывается от Нарбонской Галлии и Кипра. Агриппа становится проконсулом восточных провинций и поселяется в Митилене. Смерть Марка Клавдия Марцелла.
- 23 — Завершение завоевания Римом далматов (Иллирия).
- 23—13 — Наместник Сирии М. Випсаний Агриппа (консул 27 г.).
- 23 — Римская армия префекта Гая Петрония доходит до Напаты и разрушают её. В Гиерасикамине поставлен римский гарнизон, и здесь стала проходить граница владений Римской империи.
- Изданы первые три книги «Од» Горация

### 22 год до н. э.
- 22 — Консулы Марк Клавдий Марцелл Эсернин и Луций Аррунций.
- 22 — Народ настаивает на том, чтобы Август стал консулом, но тот отказался. Македония отделена от Греции, и образована провинция Ахайя.
- 22-19 — Поездка Августа по восточным провинциям.
- 22 — Основание Иродом Цезареи (побережье Самарии).

### 21 год до н. э.
- Консулы Марк Лоллий и Квинт Эмилий Лепид.
- Борьба Агриппы с племенами астуров и кантабров. Окончательное их подчинение.
- Марк Випсаний Агриппа разводится с Клавдией Марцеллой и женится на Юлии Старшей.

### 20 год до н. э.
- Консульство Марка Апулея и Публия Силия Нервы.
- Брак Тиберия и Випсании Агриппины
- Присоединение Киренаики к Риму.
- Римское войско Тиберия занимает Армению.
- На армянский престол возведён Тигран III, воспитанный в Риме.
- Послы парфянского царя Фраата IV торжественно возвратили Тиберию римские знамёна и пленных, которые захвачены в предыдущих войнах, и признали Тиграна III.

## Значимые личности
- Октавиан Август, римский император (время правления — 27 год до н. э.—14)